# .32 S&W Long
Die Patrone .32 S&W long ist eine in den USA entwickelte und dort verbreitete Revolver-Patrone.

## Bezeichnung
Im deutschen Nationalen Waffenregister (NWR) wird die Patrone unter Katalognummer 87 unter folgenden Bezeichnungen geführt (gebräuchliche Bezeichnungen in Fettdruck)
- .32 S&W long (Hauptbezeichnung)
- .32 Police (S&W)
- .32 S&W L
- .32 S&W long (C.N.P.)
- .32 S&W Long N.
- .32 S&W long NO
- .32 S&W long Revolver
- .32 S&W long Police
- 7,7 mm S&W lang

Die Patrone ist nicht zu verwechseln mit der .32 S&W long WC (Wadcutter). Die Abmessungen der Hülsen beider Patronen sind zwar praktisch identisch, das Patronenlager und der Übergangskegel in den Lauf jedoch nicht.

## Geschichte
Die Patrone .32 S&W long wurde 1896 zusammen mit dem ersten Smith & Wesson Revolver mit ausschwenkbarer Trommel vorgestellt. Vorläufer der Patrone war die 1878 entwickelte .32 S&W, die eine Hülsenlänge von 15 mm besitzt. Beide Patronen sind in ihren ballistischen Leistungen vergleichbar und aus Waffen mit dem Kaliber .32 S&W lang kann auch die Munition .32 S&W verschossen werden. Die Firma Colt bot Waffen für diese Patrone mit der Kaliberangabe .32 Colt New Police an.

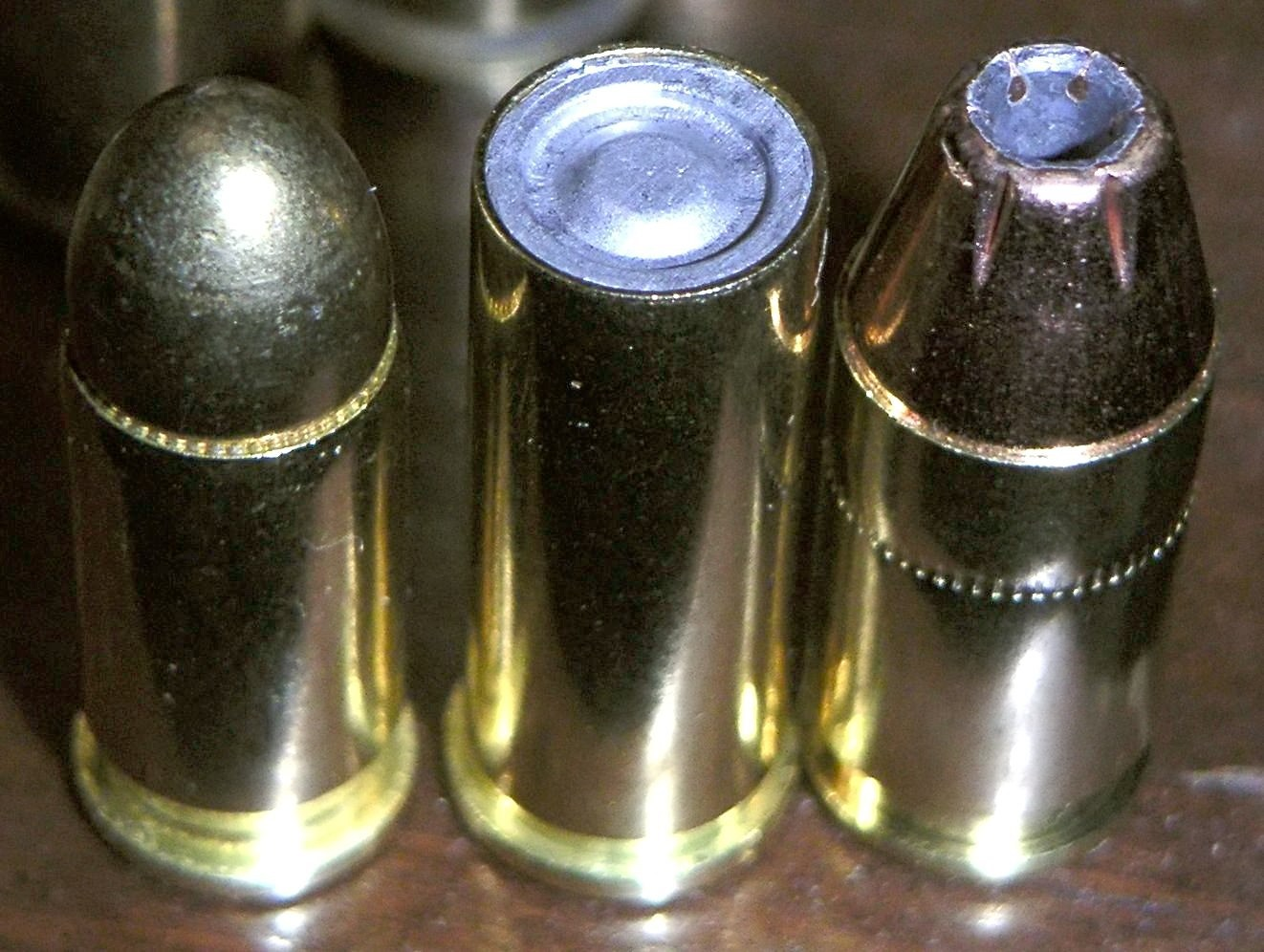
.32 ACP, .32 S&W Long wadcutter, .380 ACP

Die in der DSB-Disziplin Zentralfeuerpistole verwendeten Sportpistolen Hämmerli 280, Walther GSP, Pardini HP, Benelli MP 90 S und Benelli MP 95E sind für die sehr ähnliche Patrone .32 S&W long WC ausgelegt, verwenden aber ein Wadcutter Projektil, das nicht über den Hülsenmund hinausragt. Dort entspricht also die Patronenlänge der Hülsenlänge. Patronen im Kaliber .32 S&W long können dort nicht verladen werden, da sie durch das hervorstehende Geschoß zu lang für die Magazine sind.